# سونيا إدواردز
سونيا إدواردز (بالإنجليزية: Sonia Edwards)‏ هي كاتِبة بريطانية، ولدت في 1961 في سيميس في المملكة المتحدة.